# Amadora Este (métro de Lisbonne)
Amadora Este est une station du métro de Lisbonne sur la ligne bleue.